# Prémio Manuel Lekuona
O prémio Manuel Lekuona (em basco Manuel Lekuona Saria) é atribuído anualmente pela Sociedade de Estudos Bascos a personalidades da cultura basca, em reconhecimento à totalidade da sua obra. Este prémio é atribuído em homenagem ao primeiro premiado Manuel Lekuona, professor de língua e literatura basca, em 1983.

## Lista de premiados
- 2012 - Soledad de Silva y Verástegui
- 2011 - José Luis Ansorena
- 2010 - José Antonio Arana, académico da Euskaltzaindia e musicólogo.
- 2009 - Txomin Peillen, escritor e investigador em língua basca e francesa.
- 2008 - Montxo Armendáriz, cineasta
- 2007 - Sabin Salaberri Urcelay músico
- 2006 - Mentxu Gal, pintora
- 2005 - Elías Amézaga]], escritor
- 2004 - Jean Haritschelhar, membro da Real Academia da Língua Basca
- 2003 - Jesus Atxa Agirre
- 2002 - Armando Llanos Ortiz de Landaluze
- 2001 - José Ignacio Tellechea Idígoras
- 2000 - José Miguel Azaola
- 1999 - Piarres Xarriton
- 1998 - José María Jimeno Jurío, historiador
- 1997 - Micaela Portilla Vitoria
- 1996 - Jorge Oteiza, escultor
- 1995 - Adrián Celaya Ibarra
- 1994 - Xabier Diharce "Iratzeder"
- 1993 - Francisco Salinas Quijada
- 1992 - Bernardo Estornés Lasa
- 1991 - Carlos Santamaría Ansa
- 1990 - Gerardo López de Guereñu Galarraga
- 1989 - Eugène Goyheneche
- 1988 - Manuel Laborde
- 1987 - Justo Gárate
- 1986 - Andrés de Mañaricua y Nuere
- 1985 - P. Jorge de Riezu
- 1984 - Odón Apraiz
- 1983 - Manuel Lekuona, professor de língua e literatura basca.